# 马克斯·齐尔顿
马克斯·亚历山大·齐尔顿（Max Alexander Chilton，1991年4月21日—）出生于英国萨里郡赖盖特，現於印第賽車（英語：IndyCar）系列賽出戰。
齐尔顿曾是一级方程式锦标赛车手，效力于玛鲁西亚车队 。
齐尔顿出身于一个对赛车运动充满热情的家庭，他的哥哥汤姆·齐尔顿（Tom Chilton）也是一名赛车手，目前征战于世界房车锦标赛；而他的父亲格雷厄姆·齐尔顿（Grahame Chilton）则是卡林车队的老板。在加入一级方程式之前，齐尔顿参加了GP2系列赛，效力于玛鲁西亚车队旗下的卡林（Carlin）车队。2012年末，一级方程式车队玛鲁西亚宣布齐尔顿将作为正式车手出赛2013年世界一级方程式锦标赛，他的队友是提摩·格洛克。

## 职业生涯

### 卡丁车
齐尔顿从10岁起就开始学习赛车了。在进入初级的TKM卡丁车赛事之前，他用了两年的时间在少年学校学习驾驶卡丁车的各项技能。在J.I.C.A比赛中，他逐渐能够经常登上领奖台，并为自己赢得了一些名声。此后，齐尔顿主要参加了Super 1国家卡丁车锦标赛，直到他14岁时正式进入赛车界。

### T赛车
2005年，齐尔顿在结束了他的卡丁车赛季后参加了T赛车（T Cars）锦标赛。这是一项以轿车为比赛车型，针对14至17周岁的车手创设的比赛。在首个赛季，他最终排名第八，而他在接下来的秋季杯赛上夺得亚军。2006赛季，他以三分之差败于Luciano Bacheta，获得亚军。但他在赛季中获得分站冠军的次数是最多的，达到了七次，多于总冠军的六次。

### 三级方程式

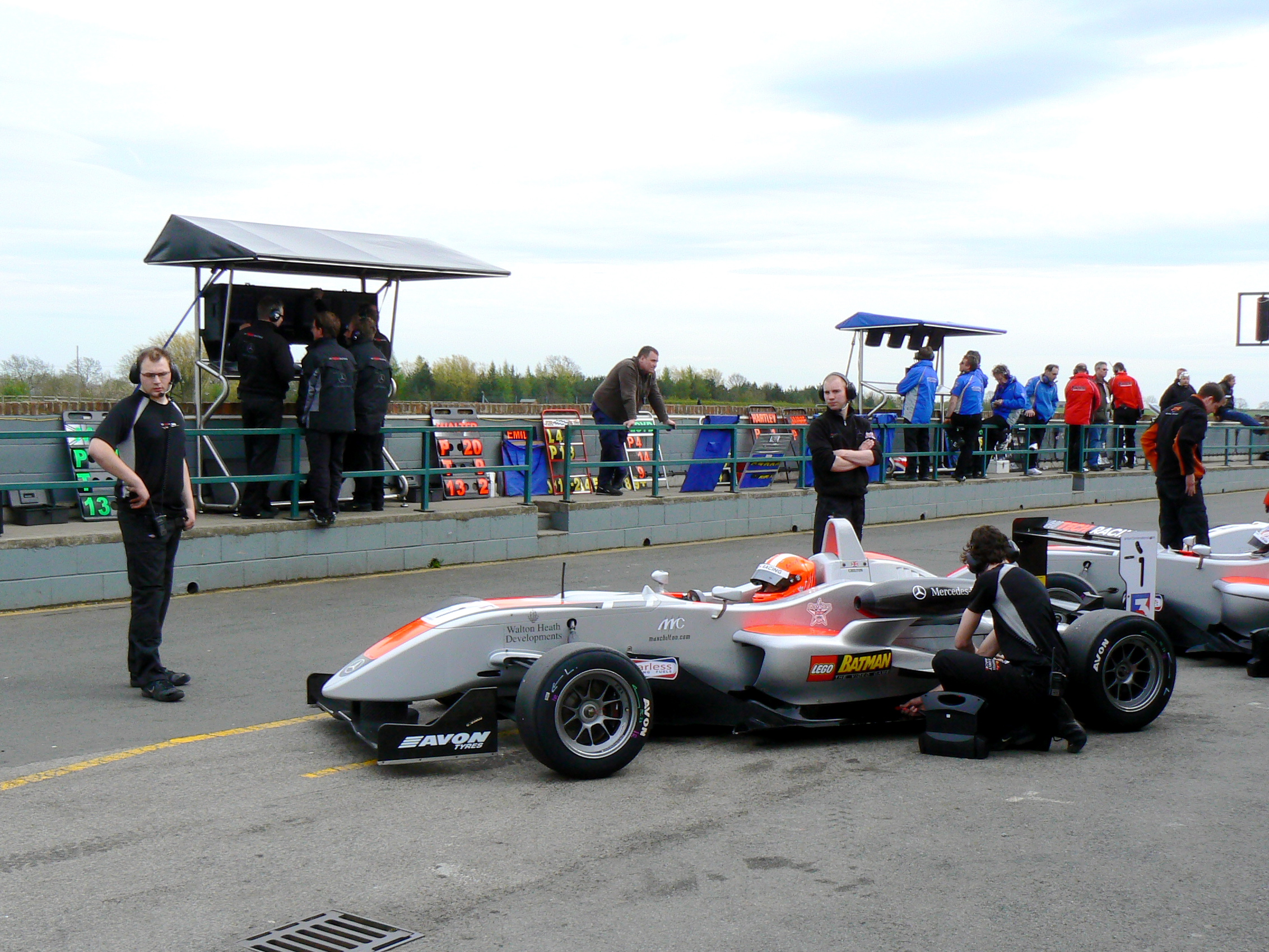
齐尔顿在2008年三级方程式英国赛的排位赛上。

2007年，齐尔顿在英国三级方程式的第二轮比赛中驾驶国际竞技（Arena International）车队的赛车，上演了他的方程式赛车处子战。有趣的是，尽管齐尔顿在开赛时未达到赛事规定的16岁参赛年龄，但他还是得以破例在他的16岁生日前夕参加了第二轮的赛事。他的赛季最好成绩是第11名，分别在罗马尼亚布加勒斯特和英国肯特郡的两场比赛中获得。此外他还以嘉宾身份参加了超级马自达锦标赛（Star Mazda Championship）在美国萨利纳斯举办的的一场分站赛，但没有获得积分的资格。他还与哥哥汤姆·齐尔顿搭档，为竞技车队参加了2007年银石1000公里的比赛，获得第六，比冠军标致车队慢了8圈。
2008年，齐尔顿转投高科技车队（Hitech Racing），继续参加三级方程式赛事，并在最终车手榜上排名第十位。他分别在意大利蒙扎和英国北安普敦郡拿到两个杆位。同时他还两次登上领奖台，分别是在英国柴郡获得的亚军和在北安普敦郡获得的季军。
2009赛季，他又转会卡林车队（Carlin Motorsport），并在前四场比赛中赢得三个杆位。在这个赛季中，他在葡萄牙和英国肯特郡的两场比赛中夺冠。

### GP2系列赛

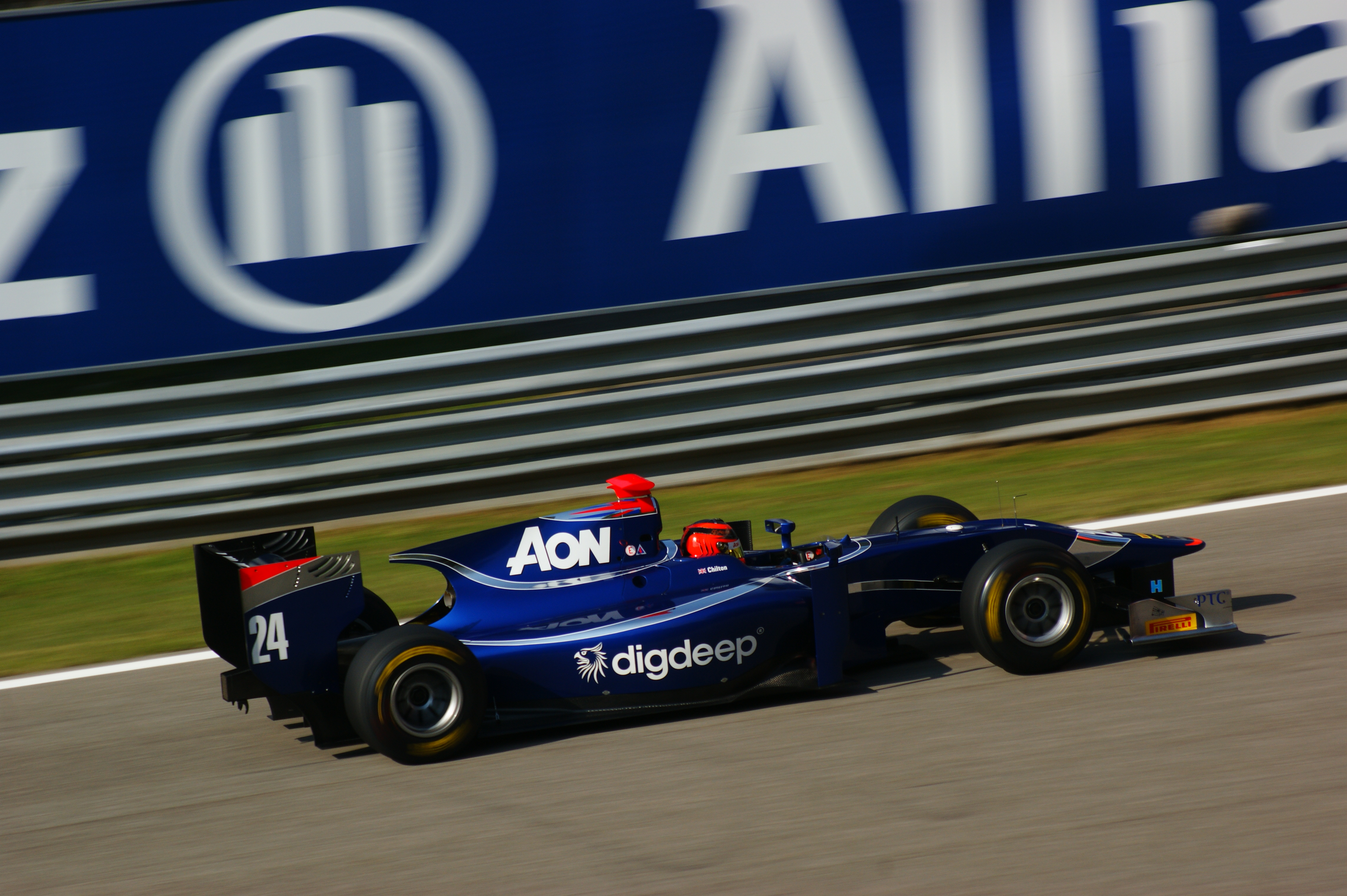
齐尔顿在2011年GP2系列赛蒙扎站的比赛中驾驶卡林车队的赛车。

2009年，齐尔顿结束他在三级方程式的征程，升入GP2亚洲系列赛，为Barwa Addax车队效力。2010赛季，齐尔顿正式进入GP2系列赛，效力于Ocean Racing Technology车队，在赛季中的最好成绩是第五名。
2011年，齐尔顿加入他在三级方程式时效力过的卡林车队，这也是该车队首次进军GP2系列赛。与雷诺方程式3.5系列赛的冠军米哈伊尔·阿廖申（Mikhail Aleshin）和阿尔瓦罗·帕伦特（Álvaro Parente）搭档，齐尔顿在GP2亚洲系列赛中排名第22，而在GP2主系列赛中排名第20。
2012年，他继续留在得到玛鲁西亚车队赞助的卡林车队，与里约·夏恩（Rio Haryanto）拍档出战。在马来西亚雪邦赛道，他首次登上了领奖台。而在随后的匈牙利站，他赢得了自己的首个杆位并获得首胜。齐尔顿的巨大进步很他在赛季中的稳定发挥使得他最终登上了车手榜第四的位置。

### 一级方程式
2011年，齐尔顿驾驶印度力量车队的赛车，参加了一级方程式锦标赛在阿布扎比举行的青年车手测试。这是继他在当年早些时候为车队进行直道空气动力测试之后第二次驾驶一级方程式赛车。结束测试后，齐尔顿被玛鲁西亚车队任命为2012后半赛季的试车手和后备车手，自日本站开始。2012赛季，齐尔顿在阿布扎比站参加了第一次练习赛，实现了个人的一级方程式首秀。 
2012年12月18日，玛鲁西亚车队的技术总监尼古拉·福缅科（Nikolai Fomenko）宣布齐尔顿将会在2013赛季成为车队的正式车手。车队在第二天确认了这一消息，这样齐尔顿将会和提摩·格洛克搭档出战新赛季。

#### 2013赛季
齐尔顿代表玛鲁西亚车队参加了全年19场比赛。他的成绩虽然只是下游，不过作为该年度赛季唯一一位19场比赛正赛没有一次退赛的车手，其稳定性令人佩服。

## 赛事成绩
| 赛季 | 赛事                 | 车队                    | 出赛     | 胜利     | 杆位     | 最快圈速 | 领奖台   | 积分     | 排名     |
| ---- | -------------------- | ----------------------- | -------- | -------- | -------- | -------- | -------- | -------- | -------- |
| 2005 | T赛车                |                         | ?        | ?        | ?        | ?        | 7        | ?        | 第8      |
| 2005 | T赛车秋季杯          |                         | 7        | 0        | 0        | 0        | 4        | 106      | 季军     |
| 2006 | T赛车                | Tomax车队               | 20       | 7        | 7        | ?        | 14       | 167      | 亚军     |
| 2007 | 三级方程式英国赛     | Arena车队               | 20       | 0        | 0        | 0        | 0        | 0        | 第18     |
| 2008 | 三级方程式英国赛     | Hitech车队              | 22       | 0        | 2        | 1        | 2        | 72       | 第10     |
| 2009 | 三级方程式英国赛     | 卡林车队                | 20       | 1        | 4        | 2        | 5        | 171      | 第4      |
| 2009 | 雷诺方程式3.5系列赛  | Comtec车队              | 1        | 0        | 0        | 0        | 0        | 0        | 第40     |
| 2010 | GP2系列赛            | Ocean Racing Technology | 20       | 0        | 0        | 0        | 0        | 3        | 第25     |
| 2011 | GP2系列赛            | 卡林车队                | 18       | 0        | 0        | 0        | 0        | 4        | 第20     |
| 2012 | GP2系列赛            | 玛鲁西亚卡林车队        | 24       | 2        | 2        | 0        | 4        | 169      | 第4      |
| 2012 | 一级方程式           | 玛鲁西亚车队            | 测试车手 | 测试车手 | 测试车手 | 测试车手 | 测试车手 | 测试车手 | 测试车手 |
| 2013 | 一级方程式           | 玛鲁西亚车队            | 19       | 0        | 0        | 0        | 0        | 0        | 第23     |
| 2014 | 一级方程式           | 玛鲁西亚车队            | 16       | 0        | 0        | 0        | 0        | 0        | 第21     |
| 2015 | 2015年世界耐力锦标赛 | Carlin Motorsport       | 3        | 0        | 0        | 0        | 0        | 45*      | 第4*     |

*赛季进行中

### 世界一级方程式锦标赛战绩
(图例)粗体为杆位出赛，斜体为最快圈速
| 赛季   | 车队         | 底盘         | 引擎                 | 1     | 2     | 3       | 4       | 5     | 6     | 7      | 8     | 9     | 10    | 11    | 12    | 13    | 14    | 15    | 16     | 17    | 18    | 19      | 20 | 排名 | 积分 |
| ------ | ------------ | ------------ | -------------------- | ----- | ----- | ------- | ------- | ----- | ----- | ------ | ----- | ----- | ----- | ----- | ----- | ----- | ----- | ----- | ------ | ----- | ----- | ------- | -- | ---- | ---- |
| 2012年 | 玛鲁西亚车队 | 玛鲁西亚MR01 | 考斯沃斯CA2012 V8    | 澳    | 马    | 中      | 巴林    | 西    | 摩    | 加     | 欧    | 英    | 德    | 匈    | 比    | 意    | 新    | 日    | 韩     | 印    | 阿 TD | 美      | 巴 | NC   | 0    |
| 2013年 | 玛鲁西亚车队 | 玛鲁西亚MR02 | 考斯沃斯CA2013 V8    | 澳 17 | 马 16 | 中 17   | 巴林 20 | 西 19 | 摩 14 | 加 19  | 英 17 | 德 19 | 匈 17 | 比 19 | 20    | 新 17 | 韩 17 | 日 19 | 印 17  | 阿 21 | 美 21 | 巴西 19 |    | 第23 | 0    |
| 2014年 | 玛鲁西亚车队 | 玛鲁西亚MR03 | 法拉利059/3 1.6 V6 t | 澳 13 | 马 15 | 巴林 13 | 中 19   | 西 19 | 摩 14 | 加 Ret | 奥 17 | 英 16 | 德 17 | 匈 16 | 比 16 | Ret   | 新 17 | 日 18 | 俄 Ret | 美    | 巴西  | 阿      |    | 第21 | 0    |

*赛季进行中